# Giuseppe Lorenzetti
Giuseppe Lorenzetti (Roma, 19 marzo 1948 – Roma, 11 luglio 2013) è stato un calciatore italiano.

## Biografia
Dopo aver avuto i primi contatti col calcio presso l'oratorio della Basilica di Cristo Re a Roma, divenne calciatore professionista nella Lazio, e militò in varie squadre di Serie B e C negli anni settanta. Era soprannominato "Pepetto" o "Beppe".
Al termine della carriera di calciatore visse sull'Isola d'Elba; fu tra i preparatori dell'Audace di Portoferraio e degli arbitri livornesi. È morto nel 2013, all'età di 65 anni.

## Caratteristiche tecniche
Mezzala, il giornalista Ugo Boccassi ne sottolineava le doti offensive, sia come regista («il tocco improvviso e smarcante»), sia come incursore («il guizzo repentino che sbilancia l'avversario»), aggiungendo: «unico neo: la tenuta». La cronista alessandrina Mimma Caligaris lo ha descritto «geniale nelle sue giocate, anche se un po' discontinuo».

## Carriera

### Gli esordi: Lazio e Livorno
Si distinse nelle formazioni giovanili della Lazio con cui vinse vari trofei, tra cui un campionato De Martino per formazioni di Serie B nel 1967-1968; nella stessa stagione debuttò in prima squadra, nella gara Lazio-Perugia del 5 novembre 1967. Al termine del successivo campionato (1968-1969) la formazione capitolina ottenne la promozione in A. Nella stagione 1969-1970 militò titolare nel Livorno, nuovamente tra i cadetti.

### Alessandria

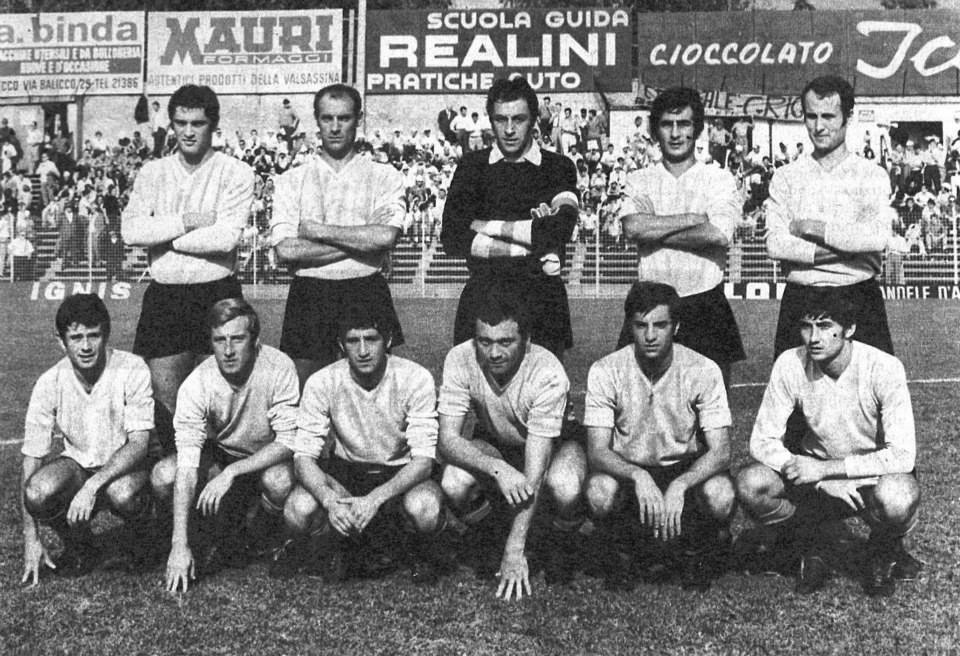
Lorenzetti (accosciato, secondo da sinistra) nell'Alessandria della stagione 1970-1971

Particolarmente significativa fu l'esperienza all'Alessandria, in Serie C, durata tre stagioni, tra il 1970 e il 1973. Lorenzetti è considerato tra i giocatori grigi più rappresentativi di quel periodo; la società, alla sua scomparsa, lo annoverò «tra i più grandi di sempre». In quell'occasione Gigi Poggio, addetto stampa dell'Alessandria lo ricordò come «un giocatore di grandissima qualità. Basti pensare a cosa c'era scritto su uno striscione a lui dedicato che campeggiava sugli spalti del Moccagatta: "Rivera più Benetti, uguale Lorenzetti"». In quel periodo fu convocato anche nella Nazionale di Serie C.
La formazione grigia, disputò con Lorenzetti in campo tornei di vertice, mancando per tre anni consecutivi la promozione in B per pochi punti; è ricordato in particolare per la doppietta che decise la gara contro la Pro Vercelli del 14 maggio 1972, la quale permise all'Alessandria di tentare una rimonta (poi fallita) sul capolista Lecco, e per l'assist a Salvadori in occasione di Alessandria-Parma del 18 marzo 1973, scontro diretto vinto dai Grigi,  poi terzi al termine del campionato per un solo punto. Firmò inoltre due reti decisive durante i tempi supplementari della finale della prima edizione della Coppa Italia Semiprofessionisti, nel 1973; l'Alessandria superò l'Avellino per 4-2.

### Rimini e Foggia
Negli ultimi anni alternò la maglia del Rimini a quella del Foggia. La società dauna lo acquistò nel 1974 per 130 milioni di lire e la comproprietà del libero Gianni Marella. Malgrado diversi problemi fisici e una maggiore concorrenza, fece parte della rosa che conseguì nel 1975-1976 la promozione in massima serie (la seconda della sua carriera), debuttandovi poi il 12 dicembre 1976, in Lazio-Foggia 0-0.
In carriera ha totalizzato complessivamente 4 presenze in Serie A e 77 presenze e 9 reti in Serie B.

## Statistiche

### Presenze e reti nei club
| Stagione           | Squadra            | Campionato         | Campionato | Campionato | Coppe nazionali | Coppe nazionali | Coppe nazionali | Totale | Totale |
| Stagione           | Squadra            | Comp               | Pres       | Reti       | Comp            | Pres            | Reti            | Pres   | Reti   |
| ------------------ | ------------------ | ------------------ | ---------- | ---------- | --------------- | --------------- | --------------- | ------ | ------ |
| 1967-1968          | Lazio              | B                  | 4          | 0          | CI              | 0               | 0               | 4      | 0      |
| 1968-1969          | Lazio              | B                  | 4          | 0          | CI              | 0               | 0               | 4      | 0      |
| Totale Lazio       | Totale Lazio       | Totale Lazio       | 8          | 0          |                 | 0               | 0               | 8      | 0      |
| 1969-1970          | Livorno            | B                  | 21         | 1          | CI              | 1+              | 0               | 22+    | 1      |
| 1970-1971          | Alessandria        | C                  | 37         | 9          | -               | -               | -               | 32     | 0      |
| 1971-1972          | Alessandria        | C                  | 36         | 5          | -               | -               | -               | 36     | 5      |
| 1972-1973          | Alessandria        | C                  | 36         | 7          | CI-S            | 12              | 6               | 48     | 13     |
| Totale Alessandria | Totale Alessandria | Totale Alessandria | 109        | 21         |                 | 12              | 6               | 121    | 27     |
| 1973-1974          | Rimini             | C                  | 38         | 7          | CI-S            | ?               | ?               | 38+    | 7+     |
| 1974-1975          | Foggia             | B                  | 15         | 2          | CI              | 4               | 1               | 19     | 3      |
| 1975-1976          | Foggia             | B                  | 5          | 0          | CI              | 4               | 3               | 8      | 3      |
| 1976-1977          | Foggia             | A                  | 4          | 0          | CI              | 0               | 0               | 4      | 0      |
| 1977-1978          | Rimini             | B                  | 28         | 5          | CI              | 2               | 1               | 30     | 6      |
| Totale Rimini      | Totale Rimini      | Totale Rimini      | 66         | 12         |                 | 2+              | 1+              | 68+    | 13+    |
| 1978-1979          | Foggia             | B                  | 10         | 1          | CI              | 3               | 0               | 13     | 1      |
| 1979-1980          | Foggia             | C1                 | 11         | 1          | CI-S            | ?               | ?               | 11+    | 1+     |
| Totale Foggia      | Totale Foggia      | Totale Foggia      | 45         | 4          |                 | 11+             | 4+              | 56+    | 8+     |
| Totale carriera    | Totale carriera    | Totale carriera    | 249        | 38         |                 | 26+             | 11+             | 275+   | 49+    |

## Palmarès

### Competizioni nazionali
- Campionato italiano di Serie B: 1

Lazio: 1968-1969
- Coppa Italia Serie C: 1

Alessandria: 1972-1973

### Competizioni giovanili
- Campionato De Martino: 1

Lazio: 1967-1968